# 许培文
许培文，广东新会人，明朝政治人物。
举人出身。隆庆五年（1571年），任福建永安县知县。后历任兴化府通判、养利州知州。